# Jan Jonston
Jan Jonston, též Johannes Jonstonus (3. září 1603, Šamotuly – 8. června 1675, Składowice u Lubinu) byl polský přírodovědec, pedagog, protestantský filosof a lékař.
Přátelil se s Janem Amosem Komenským (oba vyučovali na gymnáziu v Lešně).
Je autorem mj. první dendrologické monografie Dendrographias (1662).